# Пирсон (Мичиген)
Пирсон (енгл. Pierson) град је у америчкој савезној држави Мичиген.

## Демографија
По попису из 2010. године број становника је 172, што је 13 (-7,0%) становника мање него 2000. године.
| Група             | 2000.       | 2010.       |
| Белци             | 175 (94,6%) | 168 (97,7%) |
| Афроамериканци    | 0 (0,0%)    | 1 (0,6%)    |
| Азијати           | 0 (0,0%)    | 0 (0,0%)    |
| Хиспаноамериканци | 4 (2,2%)    | 3 (1,7%)    |
| Укупно            | 185         | 172         |